# Lista de árbitros de finais da Copa dos Campeões da Europa e Liga dos Campeões da UEFA
Taylor￼￼Este artigo traz uma lista com todos os nomes de árbitros de futebol que apitaram as partidas finais das Ligas dos Campeões da UEFA.

## Lista de Árbitros
| Ano       | Árbitro                | Estádio                       | Local         | Partida                                               |
|           |                        |                               |               |                                                       |
| 1955-56   | Arthur Edward Ellis    | Estádio Parc des Princes      | Paris         | Real Madrid 4 x 3 Stade Reims                         |
| 1956-57   | Leopold Sylvain Horn   | Estádio Santiago Bernabéu     | Madrid        | Real Madrid 2 x 0 Fiorentina                          |
| 1957-58   | Albert Alsteen         | Estádio de Heysel             | Bruxelas      | Real Madrid 3 x 2 Milan                               |
| 1958-59   | Albert Dusch           | Estádio Neckarstadion         | Stuttgart     | Real Madrid 2 x 0 Stade Reims                         |
| 1959-60   | Jack Mowatt            | Estádio Hampden Park          | Glasgow       | Real Madrid 7 x 3 Eintracht Frankfurt                 |
| 1960-61   | Gottfried Dienst       | Estádio Wankdorf              | Berna         | Benfica 3 x 2 Barcelona                               |
| 1961-62   | Leopold Sylvain Horn   | Estádio Olímpico de Amsterdã  | Amsterdã      | Benfica 5 x 3 Real Madrid                             |
| 1962-63   | Arthur Holland         | Estádio Wembley               | Londres       | Milan 2 x 1 Benfica                                   |
| 1963-64   | Josef Stoll            | Estádio Praterstadion         | Viena         | Internazionale 3 x 1 Real Madrid                      |
| 1964-65   | Gottfried Dienst       | Estádio San Siro              | Milão         | Internazionale 1 x 0 Benfica                          |
| 1965-66   | Rudolf Kreitlein       | Estádio de Heysel             | Bruxelas      | Real Madrid 3 x 1 Partizan                            |
| 1966-67   | Kurt Tschenscher       | Estádio Nacional              | Lisboa        | Celtic 2 x 1 Internazionale                           |
| 1967-68   | Concetto Lo Bello      | Estádio Wembley               | Londres       | Manchester United 4 x 1 Benfica                       |
| 1968-69   | José Ortiz de Mendíbil | Estádio Santiago Bernabéu     | Madrid        | Milan 4 x 1 Ajax                                      |
| 1969-70   | Concetto Lo Bello      | Estádio San Siro              | Milão         | Feyenoord 2 x 1 Celtic                                |
| 1970-71   | Jack Taylor            | Estádio Wembley               | Londres       | Ajax 2 x 0 Panathinaykos                              |
| 1971-72   | Robert Helles          | Estádio de Kuip               | Roterdã       | Ajax 2 x 0 Internazionale                             |
| 1972-73   | Milivoje Gugulović     | Estádio Estrela Vermelha      | Belgrado      | Ajax 1 x 0 Juventus                                   |
| 1973-74 * | Vital Loraux           | Estádio de Heysel             | Bruxelas      | Atlético de Madrid 1 x 1 Bayern de Munique            |
| 1973-74 * | Alfred Delcourt        | Estádio de Heysel             | Bruxelas      | Atlético de Madrid 0 x 4 Bayern de Munique            |
| 1974-75   | Michel Kitabdjian      | Estádio Parc des Princes      | Paris         | Bayern de Munique 2 x 0 Leeds United                  |
| 1975-76   | Károly Palota          | Estádio Hampden Park          | Glasgow       | Bayern de Munique 1 x 0 Saint-Étienne                 |
| 1976-77   | Robert Wurt            | Estádio Olímpico de Roma      | Roma          | Liverpool 3 x 1 Borussia Mönchengladbach              |
| 1977-78   | Charles Corver         | Estádio Wembley               | Londres       | Liverpool 1 x 0 Brugge                                |
| 1978-79   | Erich Linemayr         | Estádio Olímpico de Munique   | Munique       | Nottinghan Forest 1 x 0 Mälmo FF                      |
| 1979-80   | António Garrido        | Estádio Santiago Bernabéu     | Madrid        | Nottinghan Forest 1 x 0 Hamburgo                      |
| 1980-81   | Károly Palota          | Estádio Parc des Princes      | Paris         | Liverpool 1 x 0 Real Madrid                           |
| 1981-82   | Georges Konrath        | Estádio de Kuip               | Roterdã       | Aston Villa 1 x 0 Bayern de Munique                   |
| 1982-83   | Nicolae Rainea         | Estádio Olímpico de Atenas    | Atenas        | Hamburgo 1 x 0 Juventus                               |
| 1983-84   | Erik Fredriksson       | Estádio Olímpico de Roma      | Roma          | Liverpool (4) 1 x 1 (2) Roma                          |
| 1984-85   | André Daina            | Estádio de Heysel             | Bruxelas      | Juventus 1 x 0 Liverpool                              |
| 1985-86   | Michel Vautrot         | Estádio Ramón Sánchez Pizjuán | Sevilla       | Steaua București (2) 0 x 0 (0) Barcelona              |
| 1986-87   | Alexis Ponnet          | Estádio Praterstadion         | Viena         | Porto 2 x 0 Bayern de Munique                         |
| 1987-88   | Luigi Agnolin –        | Estádio Neckarstadion         | Stuttgart     | PSV (6) 0 x 0 (5) Benfica                             |
| 1988-89   | Karl-Heinz Tritschler  | Estádio Camp Nou              | Barcelona     | Milan 4 x 0 Steaua București                          |
| 1989-90   | Helmut Kohl            | Estádio Praterstadion         | Viena         | Milan 1 x 0 Benfica                                   |
| 1990-91   | Tullio Lanese          | Estádio San Nicola            | Bari          | Estrela Vermelha (5) 0 x 0 (3) Olympique de Marseille |
| 1991-92   | Aron Schmidhuber       | Estádio Wembley               | Londres       | Barcelona 1 x 0 Sampdoria                             |
| 1992-93   | Kurt Röthlisberger     | Estádio Olímpico de Munique   | Munique       | Olympique de Marseille 1 x 0 Milan                    |
| 1993-94   | Philip Don             | Estádio Olímpico de Atenas    | Atenas        | Milan 4 x 0 Barcelona                                 |
| 1994-95   | Ion Crăciunescu        | Estádio Ernst Happel          | Viena         | Ajax 1 x 0 Milan                                      |
| 1995-96   | Manuel Díaz Veja       | Estádio Olímpico de Roma      | Roma          | Juventus (4) 1 x 1 (2) Ajax                           |
| 1996-97   | Sándor Puhl            | Estádio Olímpico de Munique   | Munique       | Borussia Dortmund 3 x 1 Juventus                      |
| 1997-98   | Hellmut Krug           | Amsterdã Arena                | Amsterdã      | Real Madrid 1 x 0 Juventus                            |
| 1998-99   | Pierluigi Collina      | Estádio Camp Nou              | Barcelona     | Manchester United 2 x 1 Bayern de Munique             |
| 1999-00   | Stefano Braschi        | Stade de France               | Paris         | Real Madrid 3 x 0 Valencia                            |
| 2000-01   | Dick Jol               | Estádio San Siro              | Milão         | Bayern de Munique (5) 1 x 1 (4) Valencia              |
| 2001-02   | Urs Meier              | Estádio Hampden Park          | Glasgow       | Real Madrid 2 x 0 Bayer Leverkusen                    |
| 2002-03   | Markus Merk            | Estádio Old Trafford          | Manchester    | Milan (3) 0 x 0 (2) Juventus                          |
| 2003-04   | Kim Milton Nielsen     | Arena AufSchalke              | Gelsenkirchen | Porto 3 x 0 Mônaco                                    |
| 2004-05   | Manuel Mejuto González | Estádio Olímpico Atatürk      | Istambul      | Liverpool (3) 3 x 3 (2) Milan                         |
| 2005-06   | Terje Hauge            | Stade de France               | Paris         | Barcelona 2 x 1 Arsenal                               |
| 2006-07   | Herbert Fandel         | Estádio Olímpico de Atenas    | Atenas        | Milan 2 x 1 Liverpool                                 |
| 2007-08   | Ľuboš Micheľ           | Estádio Olímpico Lujniki      | Moscou        | Manchester United (6) 1 x 1 (5) Chelsea               |
| 2008-09   | Massimo Busacca        | Estádio Olímpico de Roma      | Roma          | Barcelona 2 x 0 Manchester United                     |
| 2009-10   | Howard Webb            | Estádio Santiago Bernabéu     | Madrid        | Internazionale 2 x 0 Bayern de Munique                |
| 2010-11   | Viktor Kassai          | Estádio Wembley               | Londres       | Barcelona 3 x 1 Manchester United                     |
| 2011-12   | Pedro Proença          | Allianz Arena                 | Munique       | Chelsea (3) 1 x 1 (4) Bayern de Munique               |
| 2012-13   | Nicola Rizzoli         | Estádio Wembley               | Londres       | Bayern de Munique 2 x 1 Borussia Dortmund             |
| 2013-14   | Björn Kuipers          | Estádio da Luz                | Lisboa        | Real Madrid 4 x 1 Atlético de Madrid                  |
| 2014-15   | Cüneyt Çakır           | Estádio Olímpico de Berlim    | Berlim        | Barcelona 3 x 1 Juventus                              |
| 2015-16   | Mark Clattenburg       | Estádio San Siro              | Milão         | Real Madrid (5) 1x 1 (3) Atlético de Madrid           |
| 2016-17   | Felix Brych            | Estádio Millennium            | Cardiff       | Real Madrid 4 x 1 Juventus                            |
| 2017-18   | Milorad Mažić          | Estádio Olímpico de Kiev      | Kiev          | Real Madrid 3 x 1 Liverpool                           |
| 2018-19   | Damir Skomina          | Estádio Wanda Metropolitano   | Madrid        | Tottenham 0 x 2 Liverpool                             |
| 2019-20   | Daniele Orsato         | Estádio da Luz                | Lisboa        | Paris Saint-Germain 0 x 1 Bayern de Munique           |
| 2020-21   | Antonio Mateu Lahoz    | Estádio do Dragão             | Porto         | Manchester City 0 x 1 Chelsea                         |
| 2021-22   | Clément Turpin         | Stade de France               | Paris         | Liverpool 0 x 1 Real Madrid                           |
| 2022-23   | Szymon Marciniak       | Estádio Olímpico Atatürk      | Istambul      | Manchester City 1 x 0 Internazionale                  |
| 2023-24   | Slavko Vinčić          | Estádio Wembley               | Londres       | Borussia Dortmund 0 x 2 Real Madrid                   |
| 2024-25   | István Kovács          | Allianz Arena                 | Munique       | Paris Saint-Germain 5–0 Internazionale                |
| 2025-26   |                        | Puskás Arena                  | Budapeste     |                                                       |

### Estatística

#### Por País
| País       | # Finais |
| ---------- | -------- |
| Alemanha   | 9        |
| Itália     | 8        |
| Inglaterra | 6        |
| Suíça      | 6        |
| França     | 5        |
| Holanda    | 5        |
| Hungria    | 4        |
| Bélgica    | 4        |
| Espanha    | 4        |
| Áustria    | 3        |
| Romênia    | 3        |
| Portugal   | 2        |
| Eslôvenia  | 2        |
| Suécia     | 1        |
| Sérvia     | 1        |
| Turquia    | 1        |
| Eslováquia | 1        |
| Noruega    | 1        |
| Dinamarca  | 1        |
| Escócia    | 1        |
| Iugoslávia | 1        |
| Polônia    | 1        |